# Stora turkiska kriget
Stora turkiska kriget var en serie väpnade konflikter under perioden 1683–1699 mellan å ena sidan Osmanska riket och å andra sidan en koalition mellan ett antal europeiska nationer, bland annat Tysk-romerska riket, Tsarryssland, Polen, Ungern och Spanien. På det stora hela var kriget en katastrof för osmanerna, som aldrig återhämtade sig som stormakt.